# Cerco de Zamora
El cerco de Zamora es un acontecimiento histórico, presuntamente sucedido en el contexto de la Reconquista.
El motivo de la duda sobre su existencia es que los textos que lo avalan constituyen ficciones literarias medievales, fundamentalmente de la leyenda del cerco de Zamora, que fue materia de un posible cantar de gesta perdido, el Cantar de Sancho II, que habría sido prosificado en la Estoria de España de Alfonso X el Sabio. Otros documentos más fidedignos, tales como la Historia Roderici (una biografía latina de Rodrigo Díaz el Campeador), ni siquiera lo mencionan.

## Contexto

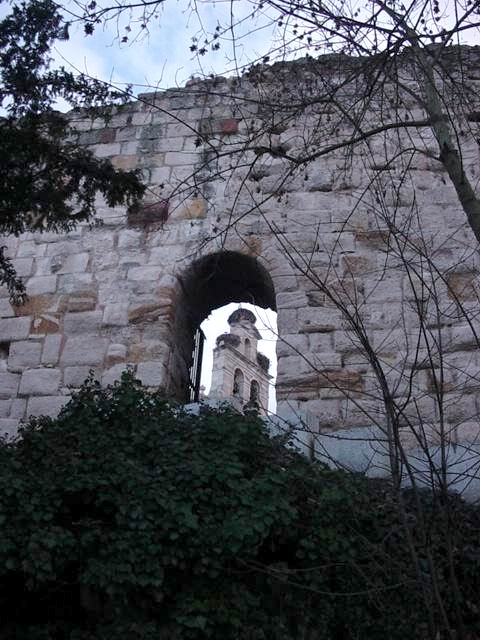
«Portillo de la Lealtad», por el que según la tradición Vellido Dolfos regresó a la ciudad de Zamora.

A la muerte de Fernando I de León en el año 1065, este repartió su reino entre sus hijos, otorgando a Sancho el Condado de Castilla en calidad de reino, a García el Reino de Galicia, y a Alfonso el Reino de León. No obstante, a Sancho, como primogénito, no le debió parecer justo que se le otorgase Castilla, al considerar que se le estaba desposeyendo de León, que había sido el reino más importante de los que integraban la corona de Fernando I, y al que consideraba tenía derecho como primogénito. Así, en el año 1065 comienza a reinar Sancho II en Castilla hasta que, tras la muerte de su madre, la reina Sancha de León, comienza a reclamar para sí el reino de León que había sido asignado a su hermano Alfonso, comenzando las hostilidades entre ellos. Sancho II sorprendió a Alfonso en la batalla de Llantada, en la cual Sancho puso en fuga a su hermano y a las tropas leonesas. Alfonso, tras regresar a León, se enfrentó de nuevo a Sancho en la batalla de Golpejera, resultando preso Alfonso, que luego fue desterrado, posiblemente por la intervención de Pedro Ansúrez, y pidió asilo en la taifa de Toledo donde reinaba al-Mamún de Toledo. Sancho entró en la ciudad de León incorporando este reino a su jurisdicción. Previamente, Sancho ya se había hecho con el control del Reino de Galicia, regido hasta el año 1071 por su hermano García, habiendo seguido García con un contingente militar a las tropas de Sancho hacia Portugal, donde le presentó batalla en Santarém, hecho que acabó con el apresamiento de García de Galicia. Ahora quedaba expedito el camino a las posesiones de sus hermanas Elvira en Toro y Urraca en la vecina ciudad de Zamora.

## La leyenda

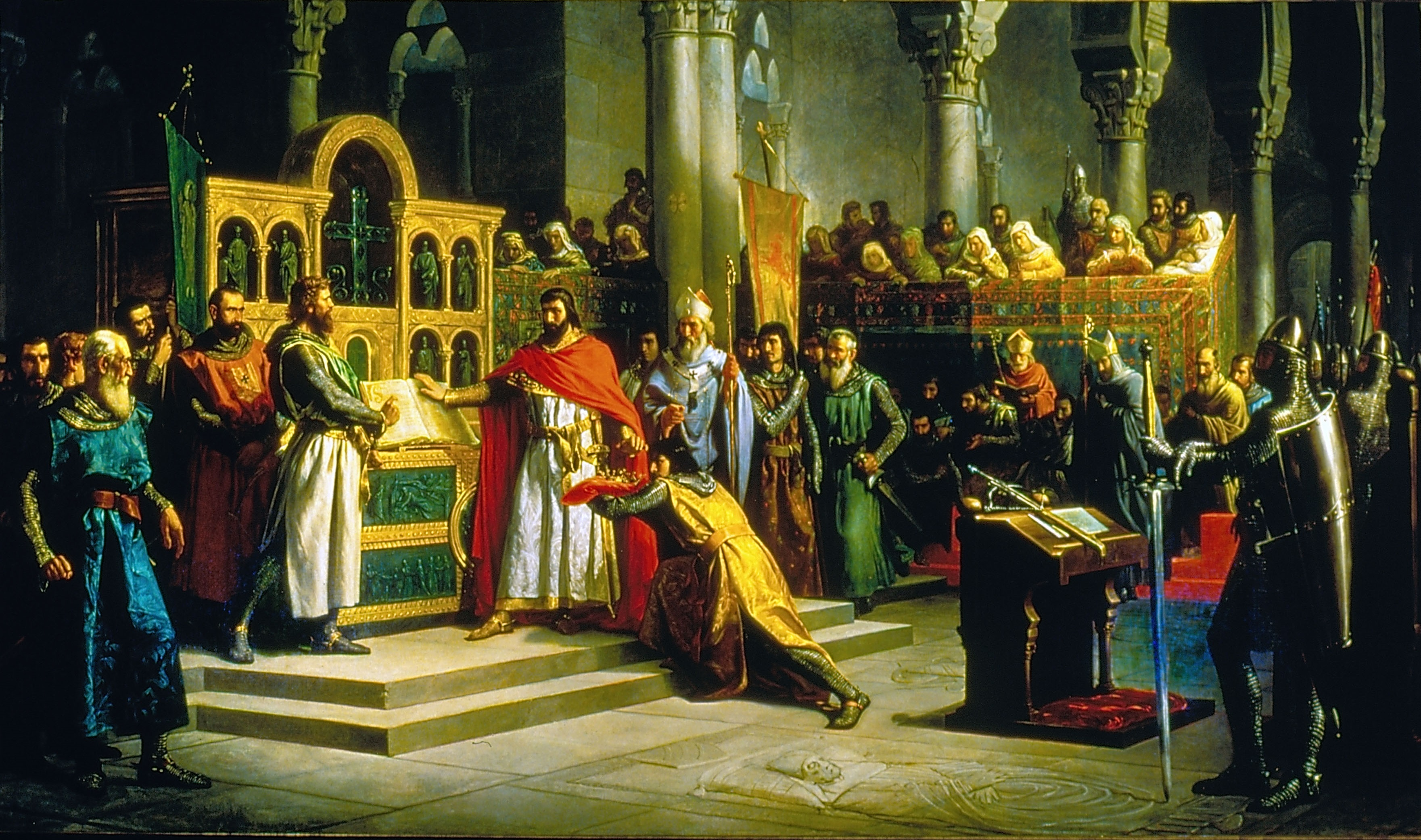
Jura de Santa Gadea, de Marcos Hiráldez de Acosta. 1864. (Palacio del Senado de España, Madrid).

Los zamoranos, en previsión del ataque que se avecina, eligen como su caudillo a Arias Gonzalo y de esta forma pueda defender a su señora Urraca. Mostrando iniciativa Urraca desafió a Sancho antes de sufrir el ataque de las tropas de su hermano. Siete meses y seis días dura el asedio a Zamora, ganándose la frase de «no se ganó Zamora en una hora». El caballero Vellido Dolfos, partiendo desde el interior de la ciudad, consigue los favores de Sancho II y finalmente:[1°] "lo mata" [en versión leonesa sostenida por el ML{GRES;CC.ZZ.;GAL} y PREPAL] o [2°] "lo asesina" [versión castellana sostenida en el romancero], a pie de la muralla el 6 de octubre de 1072 ( los leoneses lo celebran el 7 de octubre de cada año) (en un lugar conocido en la actualidad como Cruz del Rey Don Sancho). 
Momentos después, se adentra en la ciudad por una abertura del lienzo del muro de la ciudad, conocida tradicionalmente (e impuesta que fue) como Portillo de la Traición, hasta que el Ayuntamiento de Zamora decidió por unanimidad cambiarlo en 2010 por el de Portillo de la Lealtad.
El caballero Diego Ordóñez de Lara, ante las murallas, insulta a los habitantes de la ciudad por la cobardía ante el regicidio. Arias Gonzalo recoge la afrenta, pero tiene prohibido el confrontamiento y es por esta razón por la que envía a sus hijos, que uno a uno van cayendo. Esta situación se encuentra descrita en los cantares de gesta, así como en el Cantar de Sancho II. Las consecuencias del cerco de Zamora finalizan con la denominada Jura de Santa Gadea, una leyenda medieval transmitida por el Romance de la Jura de Santa Gadea, en la que se narra el juramento que supuestamente hubo de prestar el rey Alfonso VI el Bravo en la iglesia de Santa Gadea de Burgos, a finales del año 1072, a fin de demostrar que no había tomado parte en el asesinato de su propio hermano Sancho II. Este hecho parece que no se produjo históricamente en Burgos sino en la iglesia de Santiago de los Caballeros en Zamora, la misma en la que se armó caballero el Cid Campeador y en la que Alfonso VI y el Cid asistían a misa en la infancia de ambos.

Morir vos queredes, padre,
San Miguel vos haya el alma;
mandastes las vuestras tierras
a quien se vos antojara:

a don Sancho a Castilla,
Castilla la bien nombrada;

a don Alonso a León
y a don García a Vizcaya.
A mí, porque soy mujer,
dejáisme desheredada.
Irme yo por esas tierras

como una mujer errada,
y este mi cuerpo daría

a quien se me antojara:
a los moros por dineros

y a los cristianos de gracia,
de lo que ganar pudiere

haré bien por la vuestra alma
.Alli preguntara el rey:

-¿Quién es esa que así habla?
Respondiera el Arzobispo:

-Vuestra hija doña Vrraca.
-Calledes, hija, calledes,

no digades tal palabra,
que mujer que tal decía
merece de ser quemada.
Allá en Castilla la Vieja

un rincón se me olvidaba,
Zamora había por nombre,

Zamora la bien cercada;
de una parte la cerca el Duero,

de otra, peña tajada;
del otro la morería.

Una cosa muy preciada,
quien os la tomare, hija,

la mi maldición le caiga.
Todos dicen amen, amen,
sino don Sancho, que calla.

Anónimo